# Facultatea de Informatică a Universității „Alexandru Ioan Cuza” din Iași
Facultatea de Informatică Iași este una dintre cele 15 facultăți din cadrul Universității „Alexandru Ioan Cuza” din Iași.

## Misiune și istoric

### Pre-informatică

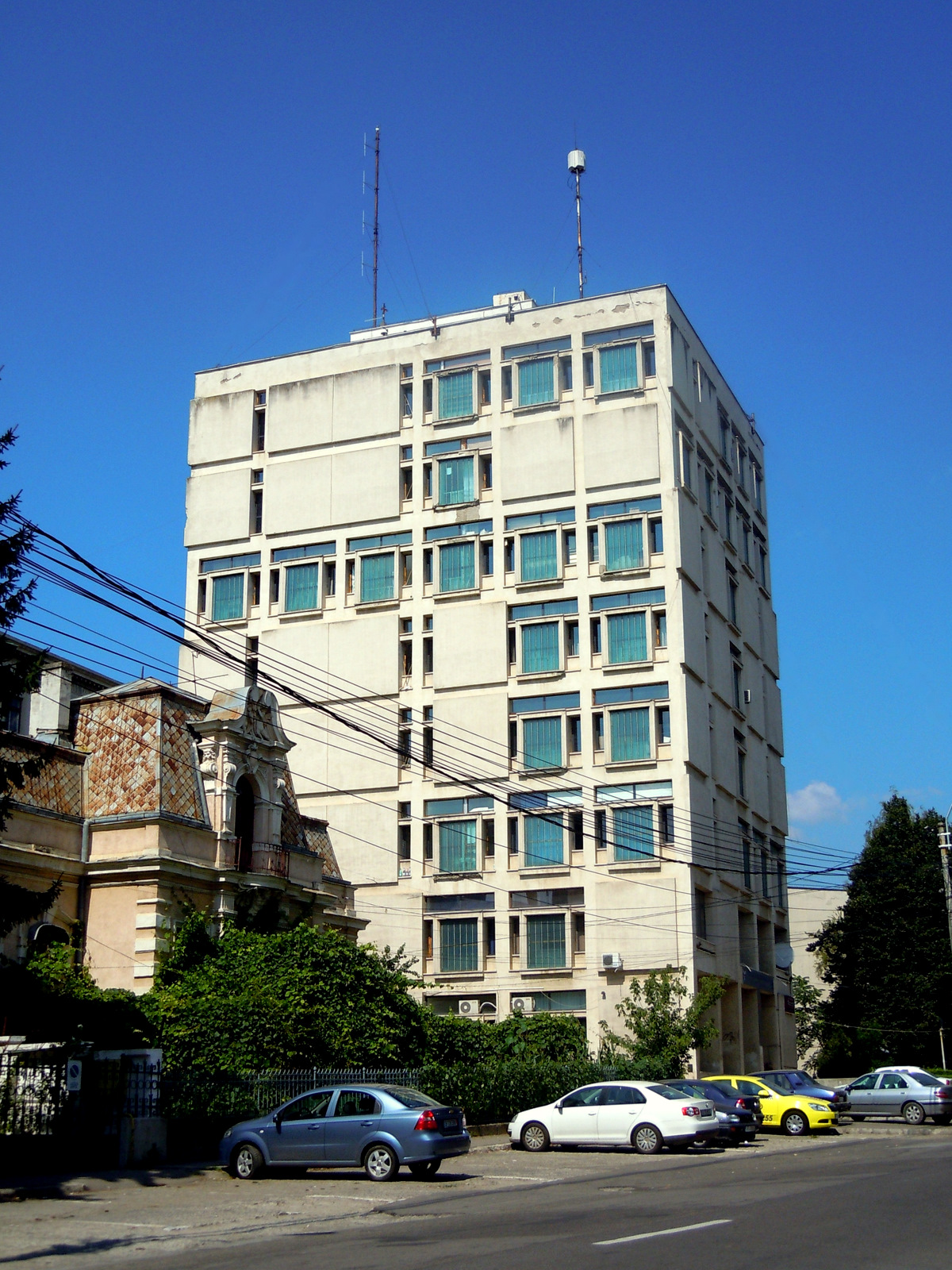
Facultatea de Informatică Iași

Interesul pentru Informatică la Universitatea "Alexandru Ioan Cuza" din Iași datează din anii 1958-1965, când Adolf Haimovici, Profesor la Facultatea de Matematică, a inițiat o serie de conferințe despre "Matematici aplicate în Informatică"; în 1960, profesorul Haimovici a predat primul curs de "Elemente de Informatică".
În 1965 s-a înființat Secția de Mașini de Calcul în cadrul Facultății de Matematică; iar prima promoție a absolvit în anul 1970. Primul calculator al Facultății de Matematică a fost unul analogic, pe care au fost efectuate lucrări de Analiză Numerică de către - pe atunci tânărul asistent - Călin Petru Ignat.

### Secția de informatică
În 1971 noua secție își schimbă numele în "Secția Informatică".
În 1975 a fost înființat Centrul de Calcul al Universității. Modul în care profesorul Ignat, primul director al Centrului, a organizat și condus activitatea acestuia a constituit germenele și cadrul fructuos de dezvoltare a cercetării în Centrul de Calcul și de apariție, în timp, a FII. Continuând acest proces de construcție, profesorul Toader Jucan - director al Centrului din 1981 - a dus o politică de riguroasă selecție și pregătire a personalului, astfel că astăzi mulți profesori ai FII îi datorează urmarea carierei academice. Ceilalți directori ai Centrului, mai cu seamă Cornelius Croitoru și Gheorghe Grigoraș au continuat aceste direcții de conducere, până la integrarea Centrului de Calcul în FII.

### Facultatea de Informatică

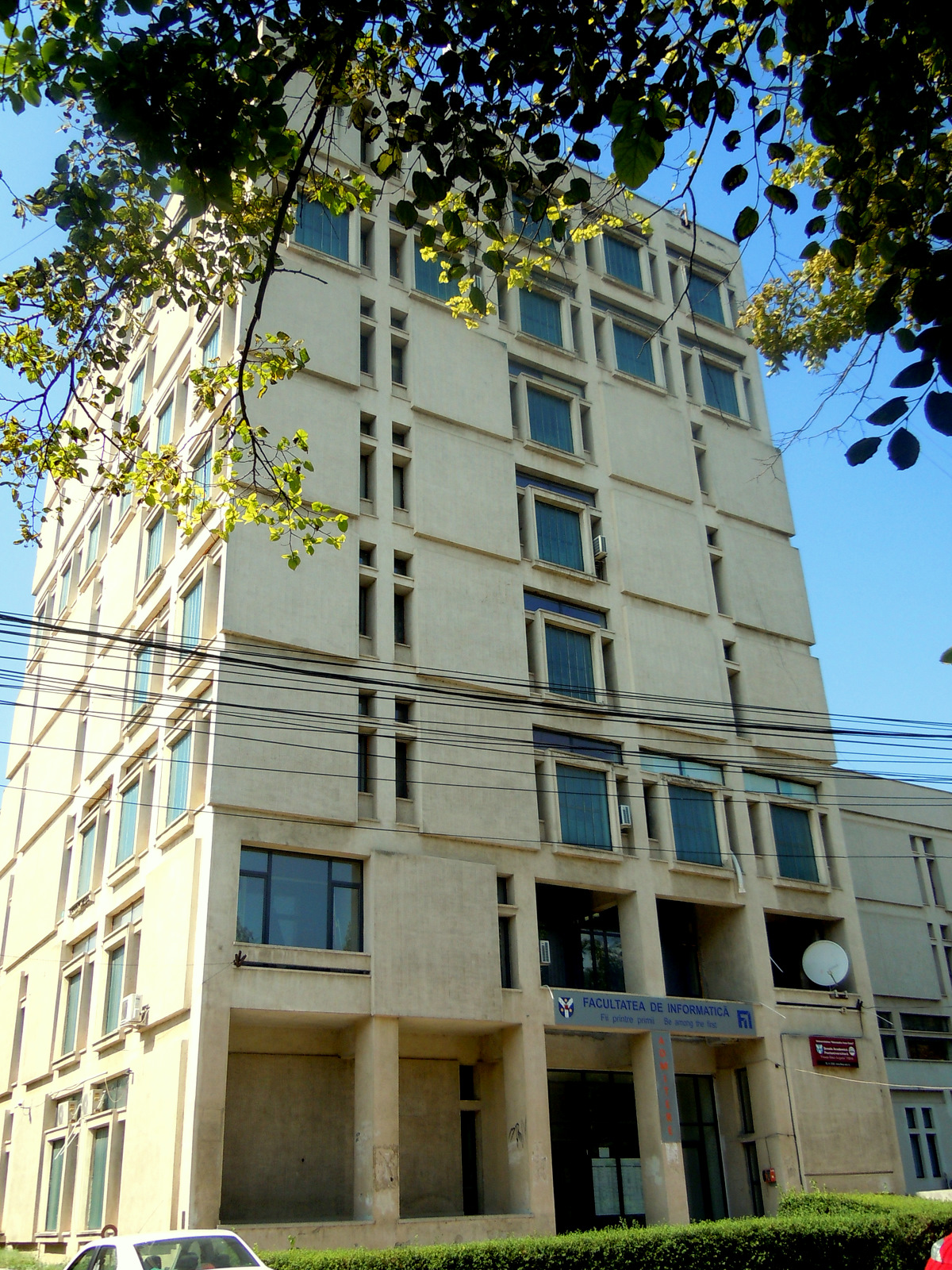
Facultatea de Informatică Iași

Ca rezultat al unor dezvoltări naturale - creșterea mare a numărului de studenți în Informatică, adaptarea continuă și rapidă a planurilor de învățământ la schimbările permanente din informatica de vârf - în toamna anului 1991 colectivul Catedrei de Informatică de la Facultatea de Matematică a propus înființarea unei noi facultăți pe baza secției existente. În decembrie, Senatul Universității a aprobat înființarea noii facultăți. Reprezentanții în Senat ai viitoarei FII erau, la acea dată, profesorul Călin Ignat (Rector al Universității) și conferențiar Cornelius Croitoru. Prin decizie a Ministerului Învățământului și Științei, în ianuarie 1992 se înființează FACULTATEA DE INFORMATICĂ de la Universitatea "Alexandru Ioan Cuza" din Iași.
În cei anii care au trecut, decani ai Facultății au fost, în ordine cronologicĂ, prof.dr. Costică Cazacu (februarie-iulie 1992), conf. dr. Gheorghe Grigoraș (1992-1995), prof.dr. Călin Ignat (1996-1998), prof.dr. Toader Jucan (1998-2000), prof.dr. Dan Cristea (2000-2004) și conf. dr. Gheorghe Grigoraș (începând din anul 2004).
Cele două catedre ale Facultății au fost conduse succesiv, în cei zece ani, de prof. dr. Toader Jucan și de prof. dr. Victor Felea (Catedra de Informatică Teoretică), de prof. dr. Călin Ignat și de prof. dr. Cornelius Croitoru (Catedra de Informatică Aplicată).

## Prezent

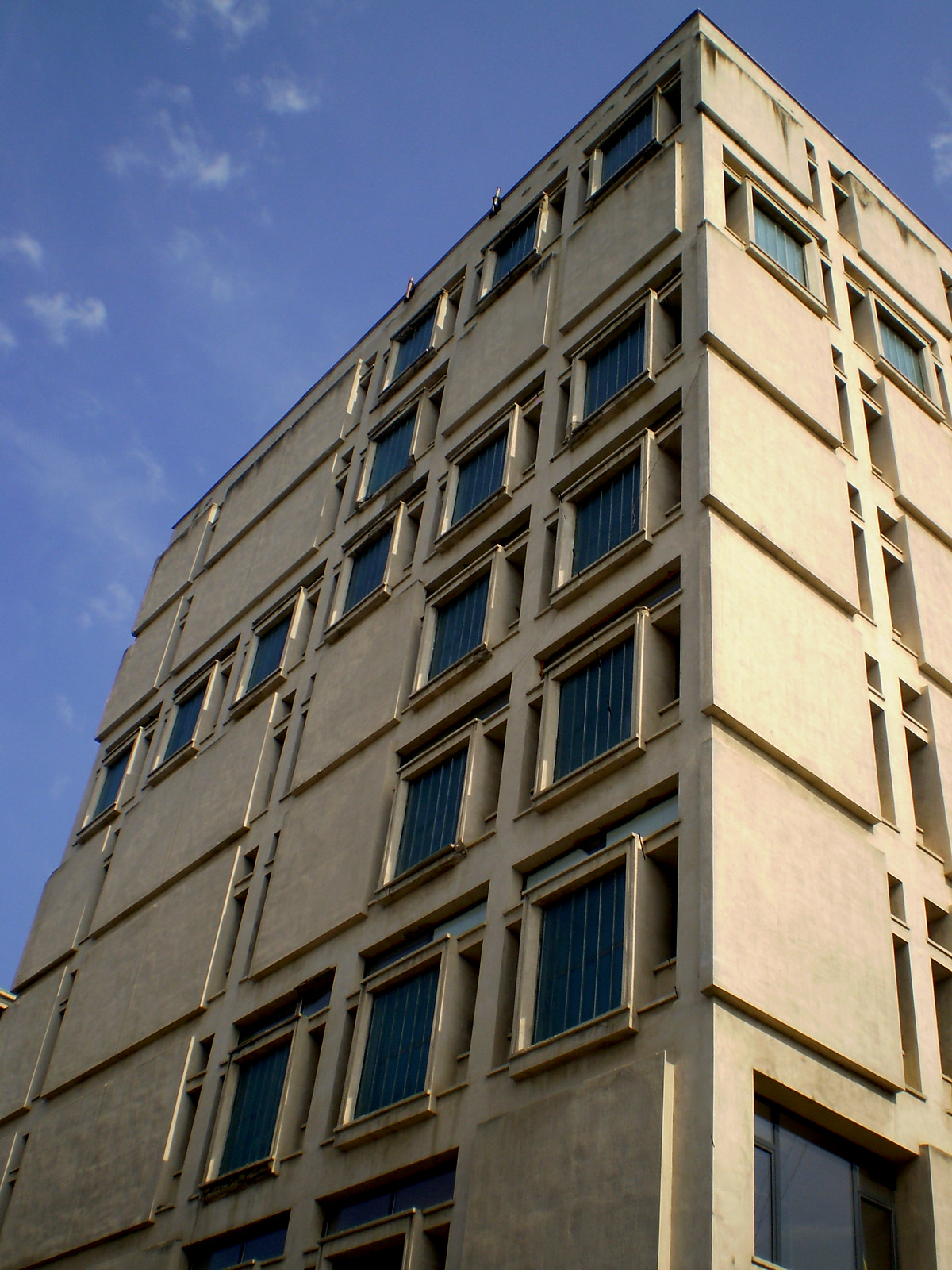
Facultatea de Informatică Iași

În prezent există trei catedre: catedra de Fundamentele Informaticii și Sisteme Distribuite, catedra de Optimizare și Inteligență Artificială și catedra de Sisteme Software.
Facultatea de Informatică a oferit de la început două specializări: Informatică (4-5 ani) și Tehnologia Informației (3 ani). Programul doctoral a fost inclus în structura Facultății din 1993. În 1995 s-a înființat secția de Studii Aprofundate (Calcul Paralel și Distribuit). Între 1995 și 1998, această secție a avut și o filieră în limba franceză, la care au predat profesori francezi de la universitățile Paris Sud-Orsay, USTL Lille și Sorbona. Din 2001 funcționează un Masterat în Lingvistică Computațională. FII oferă studii post-universitare (cu durata de 2 ani), prima promoție absolvind în 2000.
Din toamna anului 2002 a început să funcționeze Secția de Învățământ la Distanță. FII asigură cadrul pentru perfecționarea continuă a profesorilor de informatică din învățământul pre-universitar.
Din 2005, in cadrul facultății funcționează Scoala doctorală condusă de Prof. dr. Toader Jucan. De asemenea, tot din 2005 a început să funcționeze un Masterat în Inginerie Software.
FII are acum peste 2000 de studenți, 50 de cadre didactice și 10 membri ai personalului tehnic-administrativ.